# Трубіж
Трубі́ж, Труба́йло — річка в Україні, в межах Ніжинського і Чернігівського районів Чернігівської області та Броварського й Бориспільського районів Київської області. Ліва притока Дніпра (впадає у Канівське водосховище).

## Опис
Довжина 113 км, площа басейну 4 700 км². Долина широка, нечітко виявлена. Річище, крім пригирлової ділянки, каналізоване. Долина коритоподібна, завширшки до 3,5 км, завглибшки до 10 м. Заплава завширшки 500—600 м, меліорована. Річище слабозвивисте, майже на всьому протязі відрегульоване, ширина його до 15 м. Похил річки 0,26 м/км. Замерзає наприкінці листопада — на початку грудня, скресає у 2-й половині березня. Основне живлення снігове.

## Розташування

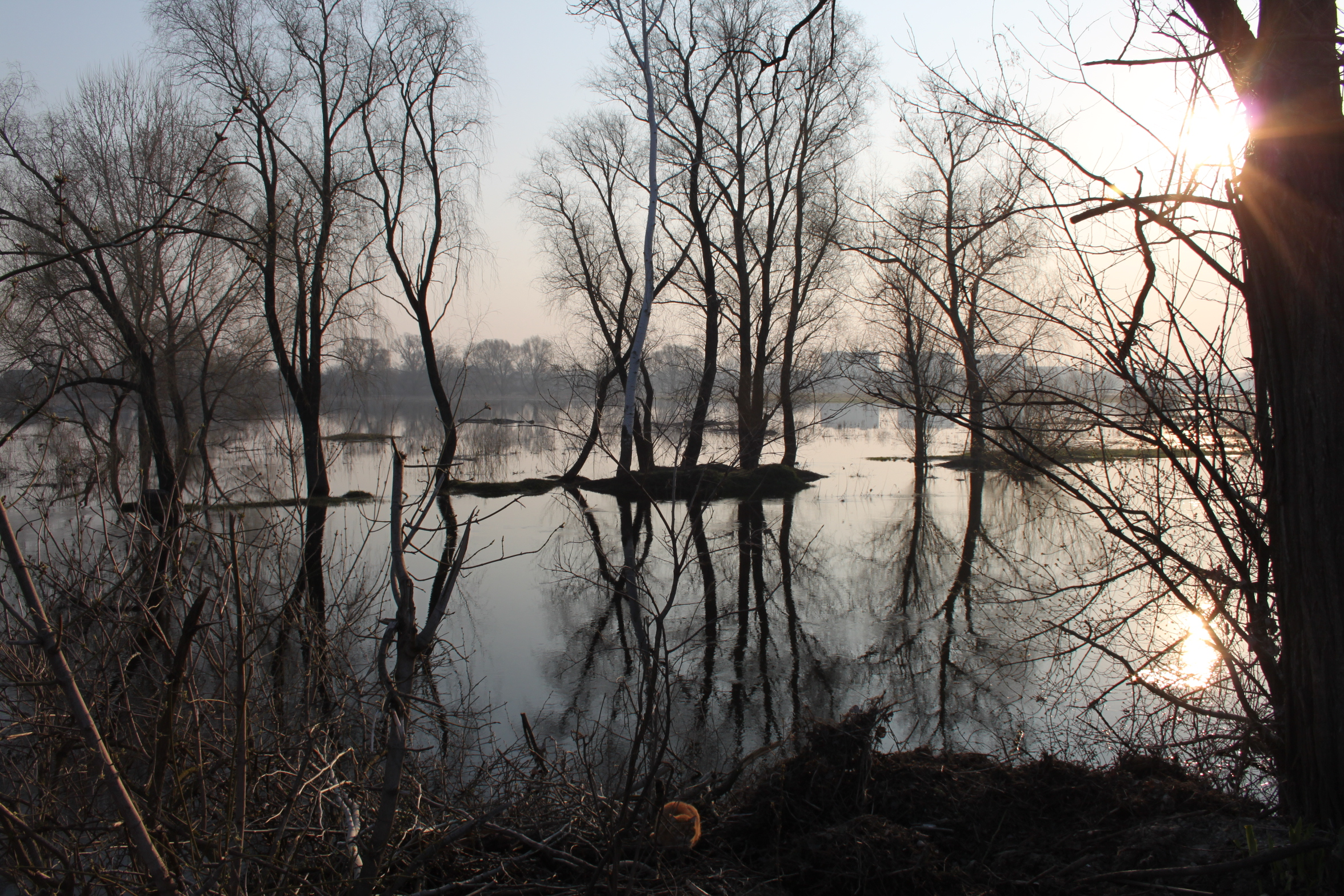
Повінь на Трубежі в Переяславі (2013)

Бере початок вище села Сухині. Тече Придніпровською низовиною до Дніпра. 
Верхів'я річки каналом з'єднується з річкою Остер, звідти за допомогою насосних станцій перекачується вода з Десни. 
У заплаві Трубежа збудовано Трубізьку осушувально-зволожувальну систему (загальна площа 33 400 га). У пониззі над річкою лежить місто Переяслав.

## Притоки
Ліві: Бистриця, Басанка, Недра, Каратуль. 
Праві: Став, Гоголів, Красилівка, Пилявка, Ільтиця (Альта), Альта, Карань.
- Річка без назви - права притока у Броварському районі. Довжина річки  11 км, похил річки — 0,73 м/км. Площа басейну 147 км². Бере початок на південному сході від Михайлівки. Тече переважно на південний схід понад Гребельками, через Світильню і впадає у Трубіж[1].

## Походження назви
Існує багато тлумачень походження назви річки. Її виводять від давньоруського трубити, трублю, ніби від того, що у давнину тут під час полювання трубили в мисливські роги або ж робили «трубіж» під час воєн на знак перемоги або відбою, що науково не обґрунтовано і являє народну етимологію. Назву також пов'язують зі слов'янським коренем tr-, ter- — українською терти. Топоров і Трубачов припускають, що назва від труба «той, що біжить трубою», де труба — «специфічне русло річки або струмка»[джерело?].

## Цікавий факт
Весною 1846 у цих краях побував Т. Г. Шевченко, коли за завданням Археографічної комісії подорожував, аби замалювати історичні архітектурні та історичні пам'ятки Чернігівщини. У повісті «Княгиня» Шевченко згадує річку Трубіж (Трубайло).